# Cruillas (famiglia)
I Cruillas (o Cruyllas) furono una nobile famiglia siciliana proveniente dalla città di Cruilles in Catalogna, di origine reale, discendenti dalla dinastia dei Goti, estintasi nella famiglia Gravina con un Giovanni figlio di Berengario, ultimo dei Cruyllas.

## Storia

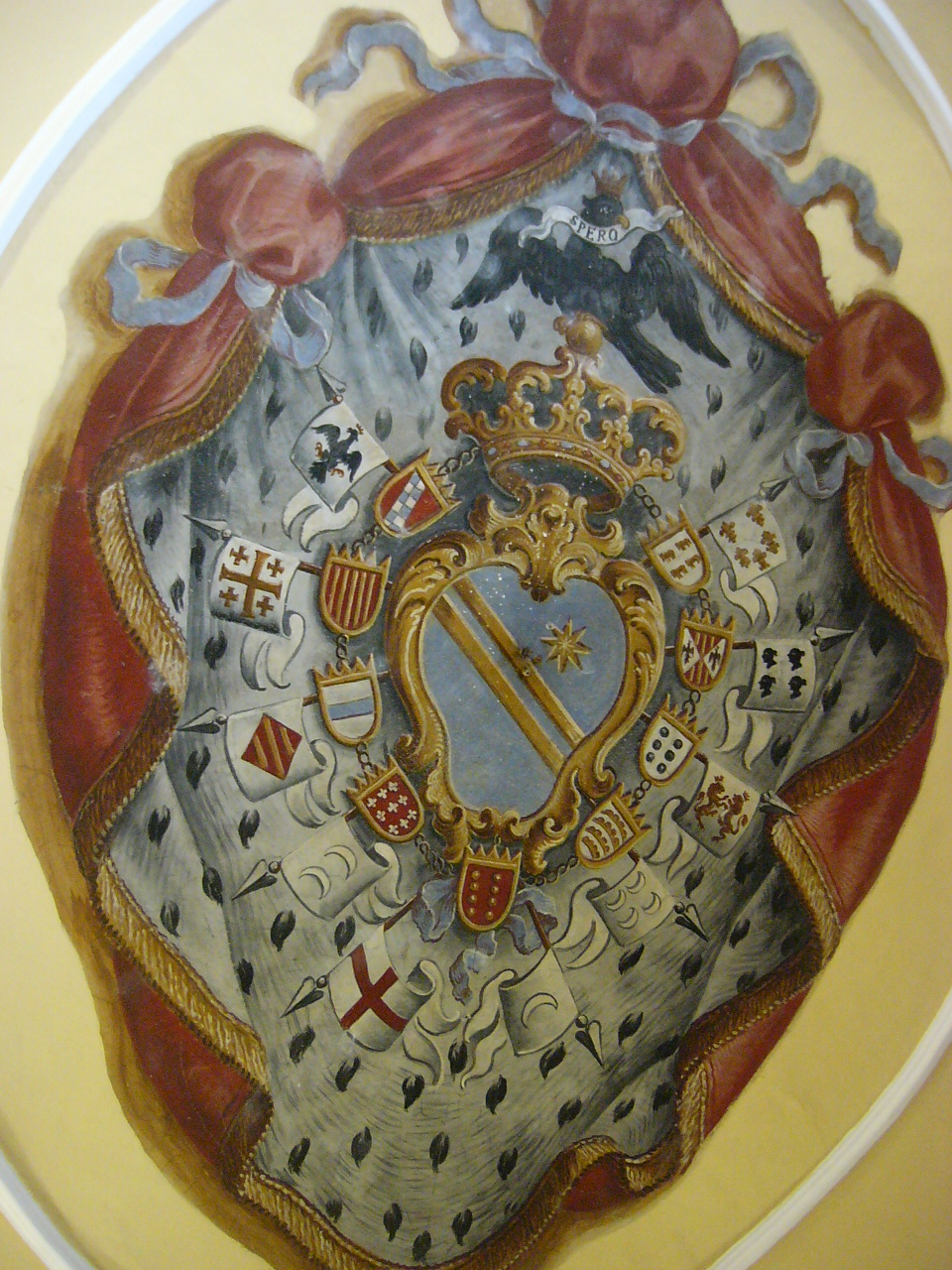
Stemma dei Gravina-Cruyllas nel soffitto dell'atrio al secondo piano Palazzo Gravina Cruyllas (sede dell'ex Museo Emilio Greco), Catania.

Di essa si sa che venne in Sicilia durante il periodo di dominazione aragonese. I Cruillas ottennero vasti feudi nel Val di Noto, specialmente tra Lentini e Vizzini.
Con Pietro IV di Aragona ebbe un ruolo significativo nella metà del Trecento l'ammiraglio catalano Gilberto Cruillas, che oltre ad essere nominato dal re capo dell'esercito fu anche un diplomatico.
Berengario di Cruïlles (Peratallada, 1310 – Barcellona, 1362), figlio di Bernat di Cruïlles e di Peratallada e di Gueraua de Cabrera , fu vescovo di Girona (1349–1362) e primo presidente della Generalitat di Catalogna (1359–1362).
Nel 1402 un Giovanni Cruillas fu governatore di Messina. In tal periodo un ramo della famiglia si trasferì a Palermo ottenendo dei terreni in feudo su cui oggi sorge il quartiere palermitano di Niccolò Amato di Sciacca.
Furono Baroni di Francofonte e nel 1396 ottennero anche la baronia di Calatabiano, concesse ad un Berengario che fu viceré di Sicilia nell'anno 1391, e fu anche regio camerlengo; con Gerardo di Queralt, Berengario fu ambasciatore dei Martini anche nel 1391 presso la corte di Aragona.
Quando Girolamo Gravina, IV barone di Palagonia, nel 1531 sposò Contessina Moncada Cruyllas, ultima erede della famiglia, si originarono i Gravina-Cruillas, proprietari di un grande patrimonio territoriale, furono riconosciuti col titolo di principi di Palagonia. 
Nel Settecento venne riedificato a Catania l'attuale Palazzo Gravina Cruyllas, sede del Museo Civico Belliniano e del Museo Emilio Greco; nella Cappella del Sacramento del Duomo di Catania, è presente un monumento settecentesco di rilievo della famiglia.